# Articolo 155 della Costituzione della Spagna del 1978
L'articolo 155 della Costituzione della Spagna è una disposizione costituzionale che dota il Governo della Spagna di un meccanismo coercitivo per obbligare una comunità autonoma al compimento forzato di determinate disposizioni costituzionali o di legge, qualora essa le violi, o anche nel caso in cui attentino gravemente contro l'interesse generale della Spagna, per la protezione del suddetto interesse.

## Genesi
Il precetto è ispirato nella figura della cosiddetta coercizione federale (Bundeszwang), stabilita dall'articolo 37 della Legge fondamentale della Repubblica Federale di Germania, nota come Legge fondamentale di Bonn (Costituzione tedesca). Quest'ispirazione è evidente nella redazione dell'articolo 155, che coincide nell'essenziale con la dizione letterale del precetto costituzionale tedesco.

## Dottrina
L'applicazione non è automatica: il presidente del Governo deve prima chiedere spiegazioni al Presidente della comunità autonoma e solo se non risponde o non risponde in modo soddisfacente sarà possibile chiedere al Senato di intervenire, chiedendo determinate misure che devono essere approvate a maggioranza assoluta dal Senato in sessione plenaria, con l'obbligo di ascoltare prima il Presidente della comunità.

## Applicazioni

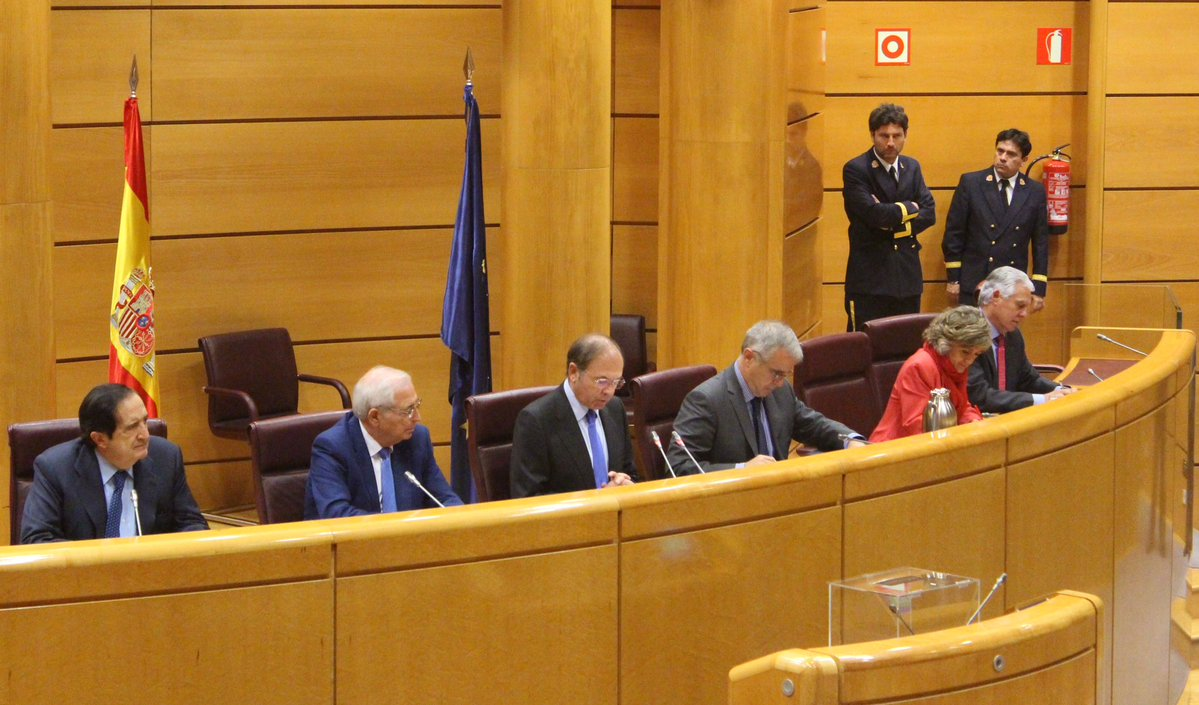
Commissione speciale del Senato per l'applicazione dell'articolo 155 (Presidenza) (2017)

Un primo tentativo fu avviato nel febbraio del 1989 contro le Canarie che, nonostante l'entrata della Spagna nella Comunità economica europea, non modificarono una legge sui dazi, ma non fu applicato dopo che l'arcipelago si adeguò al regolamento così da poter far parte anch'esso della CEE.
La prima applicazione effettiva si ebbe invece, conclusi tutti i passaggi necessari, nel 2017 contro la Catalogna, a causa della dichiarazione d'indipendenza: dopo il voto favorevole al Senato (con 214 sì, 47 no ed 1 astenuto) di Partito Popolare, Ciudadanos, PSOE e Coalizione Canaria, il premier Mariano Rajoy, il 27 ottobre 2017, sciolse il Parlamento catalano, destituì l'intero governo guidato da Carles Puigdemont, avocandone le funzioni ai ministri del Governo centrale e conferendo la presidenza catalana alla vicepremier Soraya Sáenz de Santamaría.